# 伊勢志摩聯合會
伊勢志摩聯合會是本部位於日本三重縣志摩郡阿兒町的指定暴力團六代目山口組二次團體。正式成員約60餘人。2008年4月、解散。

## 略史
橋本組（愛櫻會前身）分家大山組組長大山康昭在愛櫻會成立時就任本部長，當時三谷省一為大山康昭舍弟；大山康昭退位後，三谷省一留守大山組，並擔任愛櫻會幹部（組織運營）一職。
1993年11月，三谷省一在五代目山口組組長的器量及實力的認可下，昇格為本家直系組長。
2008年4月，三谷省一引退，伊勢志摩聯合會解散，組員被他系列組織吸收。

## 最高幹部
- 會長三谷省一（愛櫻會幹部、五代目山口組若中、六代目山口組若中）
- 舍弟頭村木敏昌
- 若頭岩城雄二

## 資料來源
1. ↑  .   [2013-11-02]. （原始内容存档于2013-11-05）.